# Ференц Кішш
Ференц Кішш (угор. Kiss Ferenc; нар. 5 січня 1942, село Нік, медьє Ваш, Угорське королівство — пом. 8 вересня 2015, Будапешт) — угорський борець греко-римського стилю, дворазовий срібний призер чемпіонатів світу, дворазовий чемпіон та срібний призер чемпіонатів Європи, бронзовий призер Олімпійських ігор.

## Біографія
Боротьбою почав займатися у 1957 році. Три роки по тому, у 1960 став чемпіоном молодіжної першості Угорщини. Виступав за борцівський клуб «Ганз-Маваг» з Будапешта.
Вперше на п'єдестал на змаганнях найвищого рівня зійшов у 1965 році, ставши срібним медалістом чемпіонату світу. У фіналі поступився радянському борцеві Валерію Анісімову.
Через два роки, у 1967 виграв континентальну першість, подолавши у фіналі радянського борця Василя Меркулова.
Наступного року знову переміг чемпіонат Європи, вигавши у вирішальному поєдинку в болгарина Бояна Радєва.
У 1970 здобув срібну нагороду європейської першості, програвши у фіналі шведcькому борцеві Перу Свенссону та вдруге став віце-чемпіоном світу, знову поступившись у вирішальній сутичці все тому ж шведу Перу Свенссону.
Через два роки з третьої спроби нарешті завоював олімпійську нагороду. На літніх Олімпійських іграх 1972 року в Мюнхені став бронзовим призером. Ця медаль стала останньою для Ференца Кішша на змаганнях найвищого рівня.
Після завершення активних виступів на борцівському килимі перейшов на тренерську роботу, на якій пропрацював бдизько трьоз десятків років. Був головним тренером збірної команди Угорщини з греко-римської боротьби. Тренував чотириразового чемпіона Європи, чемпіона світу та московської Олімпіади Ференца Кочиша, дворазового чемпіона світу та срібного призера московської Олімпіади Іштвана Тота, чемпіона Європи, триразового чемпіона світу та срібного призера сеульської Олімпіади Тібора Комаромі.

## Спортивні результати

### Виступи на Олімпіадах
| Змагання                    | Збірна   | Вагова категорія | Місце  |
| --------------------------- | -------- | ---------------- | ------ |
| Літні Олімпійські ігри 1964 | Угорщина | 97 кг            | 5      |
| Літні Олімпійські ігри 1968 | Угорщина | 97 кг            | AC     |
| Літні Олімпійські ігри 1972 | Угорщина | 100 кг           | Бронза |

### Виступи на Чемпіонатах світу
| Змагання                        | Збірна   | Вагова категорія | Місце  |
| ------------------------------- | -------- | ---------------- | ------ |
| Чемпіонат світу з боротьби 1965 | Угорщина | 97 кг            | Срібло |
| Чемпіонат світу з боротьби 1966 | Угорщина | 97 кг            | 4      |
| Чемпіонат світу з боротьби 1967 | Угорщина | 97 кг            | 4      |
| Чемпіонат світу з боротьби 1970 | Угорщина | 100 кг           | Срібло |
| Чемпіонат світу з боротьби 1973 | Угорщина | 100 кг           | 4      |

### Виступи на Чемпіонатах Європи
| Змагання                         | Збірна   | Вагова категорія | Місце  |
| -------------------------------- | -------- | ---------------- | ------ |
| Чемпіонат Європи з боротьби 1966 | Угорщина | 97 кг            | 6      |
| Чемпіонат Європи з боротьби 1967 | Угорщина | 97 кг            | Золото |
| Чемпіонат Європи з боротьби 1968 | Угорщина | 97 кг            | Золото |
| Чемпіонат Європи з боротьби 1970 | Угорщина | 100 кг           | Срібло |

## Державні нагороди
Незадовго до смерті, у серпні 2015 року був удостоєний угорського ордена Заслуг.